# HQ-17A
HQ-17A је кинески систем противваздухопловне одбране кратког домета.
HQ-17A је унапређена верзија HQ-17, развијеног на бази руског ТОР-а.

## Намена
Намењен је уништавању хеликоптера, беспилотних летелица, крстарећих ракета, прецизне муниције и авиона, односно заштити виталнних објеката, формација копнене војске или ПВО система дугог домета.

## Опис
Јавности је представљен 2018. године, док је у наоружање кинеске војске усвојен 2019. Током 2021. године, Оружане Снаге Саудијске Арабије су представиле своје системе HQ-17AE.
HQ-17A је смештен на шасију високо мобилног точкаша 6х6 са балистичком заштитом. 
Може да делује самосталнo, пошто поседује свој PESA радар за детекцију циљева, односно AESA за навођење ракета, или као увезано средство у саставу батерије која укључује и командна, логистичка и друга возила.
Наоружан је са 16 ракета земља-ваздух, домета од 15-20 km по даљини и 10 km по висини.
Истовремено може да дејствује и наводи 4 ракете на 4 различита циља. 
Самоходно лансирно оруђе (СЛО) је способно да тражи, захвата, прати и погађа циљеве док се креће брзином до 25 km/h.

## Варијанте
- HQ-17A: намењен опремању јединица кинеске војске
- HQ-17AE: намењен за извоз

## Корисници

### Тренутни
- Кина
- Саудијска Арабија

- Србија[5][6][7]